# Żyły grasicze

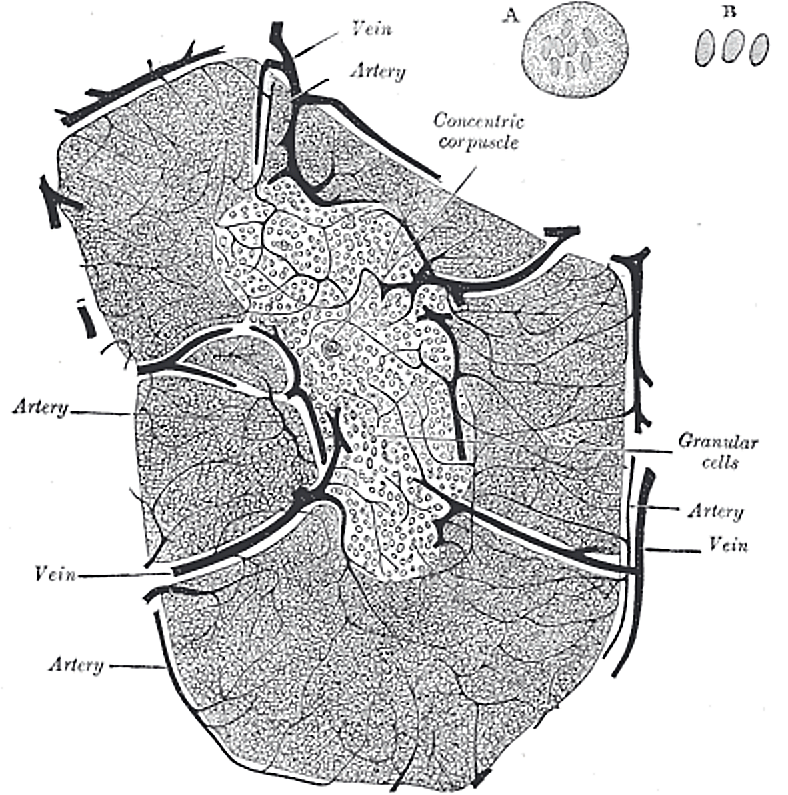
Przekrój grasicy. Żyły podpisane Vein

Żyły grasicze (łac. venae thymicae) – w anatomii człowieka naczynia żylne zbierające krew z grasicy. Powstają z sieci włosowatych rdzenia i kory grasicy, przebiegają w płacikach promieniście, łącząc się na ich powierzchni w żyły międzypłacikowe, kierujące się na powierzchnię grasicy, gdzie są bardzo liczne.  Większe żyły grasicze uchodzą do żył ramienno-głowowych (głównie lewej) i bezpośrednio do żyły głównej górnej, mniejsze żyłki głównie do żył piersiowych wewnętrznych, żyły tarczowej dolnej i żyły tarczowej najniższej.